# Eleccions al Consell General d'Andorra de 1933
Les eleccions al Consell General d'Andorra de 1933 es van celebrar el 31 d'agost de 1933 per a renovar el Consell General. Foren les primeres eleccions amb sufragi universal masculí, convocades després de la destitució del Consell General en el marc de la Revolució del 1933.

## Context
Les eleccions, convocades pels coprínceps, tingueren lloc enmig de l'ocupació del país per part de gendarmes francesos. Els policies havien arribat després que el Consell General aprovés el sufragi universal masculí —fins llavors només podien votar els caps de casa— forçat per l'ocupació de la Casa de la Vall el 5 d'abril per part d'un grup de joves. El Tribunal de Corts destituí el Consell General, elegit el 1932. Davant la resistència del Consell a dissoldre's, però, els coprínceps enviaren a Andorra un contingent de gendarmes el 19 d'agost i encarregaren la celebració de les eleccions el 31 del mateix mes.

## Resultats
La interpretació dels resultats és complicada perquè no existien partits polítics i els consellers estaven vinculats a grups d'opinió que podien variar. No obstant això, l'endemà de les eleccions la premsa parlava d'un repartiment de 14 escons per als conservadors partidaris dels coprínceps; 5 per a Unió Andorrana, partidaris del Consell General destituït, i 4 socialistes. En canvi, un document sense datar de la Delegació Permanent francesa registrava una majoria de consellers "antiepiscopals" desfavorables als coprínceps. Dels Consellers destituïts el 17 de juliol, tres van ser novament elegits pel poble el 31 d'agost, dos de Sant Julià de Lòria: Ventura Duró a) Colltort i Ventura Farràs a) Fornalés i un de Canillo: Antoni Duedra a) Conxa.

### Cens
| Parròquia           | Electors |
| ------------------- | -------- |
| Canillo             | 155      |
| Encamp              | 111      |
| Sant Julià de Lòria | 121      |
| La Massana          | 114      |
| Ordino              | 115      |
| Andorra la Vella    | 115      |
| Les Escaldes        | 84       |
| Total               | 815      |

### Consellers elegits
Els resultats oficials, comunicats pel cònsol major de Canillo al veguer francès, foren els següents:
| Parròquia           | Candidat             | Partit | Partit | Vots | Electe |
| ------------------- | -------------------- | ------ | ------ | ---- | ------ |
| Canillo             | Josep Areny          |        | UA     | 11   | 1      |
| Canillo             | Jaume Bonell         |        | UA     | 11   | 1      |
| Canillo             | Anton Duedra         |        | UA     | 11   | 1      |
| Canillo             | Anton Torres         |        | UA     | 11   | 1      |
| Encamp              | Antoni Picart        |        | GNI    | 51   | 1      |
| Encamp              | Antoni Puig          |        | GNI    | 49   | 1      |
| Encamp              | Antoni Mussoy        |        | GNI    | 46   | 1      |
| Encamp              | Antoni Camp          |        | GNI    |      | 1      |
| Sant Julià de Lòria | Anton Duró           |        | PS     | 60   | 1      |
| Sant Julià de Lòria | Ventura Farràs       |        | PS     | 60   | 1      |
| Sant Julià de Lòria | Ventura Duró         |        | PS     | 60   | 1      |
| Sant Julià de Lòria | Manuel Areny         |        | PS     | 60   | 1      |
| La Massana          | Guillem Areny        |        | GNI    | 34   | 1      |
| La Massana          | Gil Font             |        | GNI    | 34   | 1      |
| La Massana          | Bonaventura Torres   |        | GNI    | 34   | 1      |
| La Massana          | Pere Muntaner        |        | GNI    | 34   | 1      |
| Ordino              | Bonaventura Adellach |        | GNI    | 78   | 1      |
| Ordino              | Bonaventura Coma     |        | GNI    | 47   | 1      |
| Ordino              | Miquel Pujol         |        | GNI    | 46   | 1      |
| Ordino              | Manuel Font          |        | GNI    | 45   | 1      |
| Andorra la Vella    | Josep Coma           |        | GNI    | 54   | 1      |
| Andorra la Vella    | Anton Cerqueda       |        | GNI    | 54   | 1      |
| les Escaldes        | Joan Serra           |        | UA     | 39   | 1      |
| les Escaldes        | Josep Pla            |        | GNI    | 35   | 1      |